# Peter Horsey Marris
Peter Horsey Marris (* 6. Juli 1927 in London, England; † 25. Juni 2007 in Guilford, Connecticut) war ein britisch-US-amerikanischer Soziologe, Stadtplaner und Autor.

## Leben
Peter Marris studierte Soziologie. Er war von 1955 bis 1972 als Forscher am Institute of Community Studies im East End von London u. a. mit Peter Willmott und Peter Townsend tätig; das Institut wurde 1954 von Michael Young (der spätere Lord Young of Dartington) gegründet und zählte zu den wichtigen soziologischen Einrichtungen des Nachkriegsengland. Von 1972 bis 1976 war er am Centre for Environmental Studies.
Peter H. Marris war von 1976 bis 1991 Professor für Städtebau und Direktor des Städtebaustudienprogramms an der University of California in Los Angeles (UCLA). 1983 erhielt er ein Guggenheim-Stipendium. Als Emeritus war er ab 1991 an der Yale University tätig.
Marris wurde bekannt mit seinen Werken und wissenschaftlichen Arbeiten über den Städtebau, Stadtplanung und Stadterneuerung, insbesondere über Afrika. Zudem war er bekannt als Autor der Novelle "The Dreams of General Jerusalem".
Er war seit 1975 mit der Professorin Dolores Hayden verheiratet. Aus der Ehe ging eine Tochter hervor. Marris starb an den Folgen einer Krebserkrankung.

## Schriften
- Family and Social Change in an African City, Routledge 1961.
  - Family and Social Change in an African City: A Study of Rehousing in Lagos, Routledge Reprint 2005, ISBN 0415329957.
- Loss and Change, Routledge & Kegan Paul 1974.
- The Dreams of General Jerusalem, Bloomsbury 1988, ISBN 0747501521.
- The Politics of Uncertainty: Attachment in Private and Public Life, Routledge 1996, ISBN 0415131723.
- Dilemmas of Social Reform: Poverty and Community Action in the United States, AldineTransaction 2. Auflage 2006, ISBN 0202302563.